# Zetea
Zetea (veraltet Zătea oder Zetelaca; ungarisch Zeteleka) ist eine Gemeinde im Kreis Harghita, in der Region Siebenbürgen in Rumänien.

## Geographische Lage

Lage der Gemeinde Zetea im Kreis Harghita

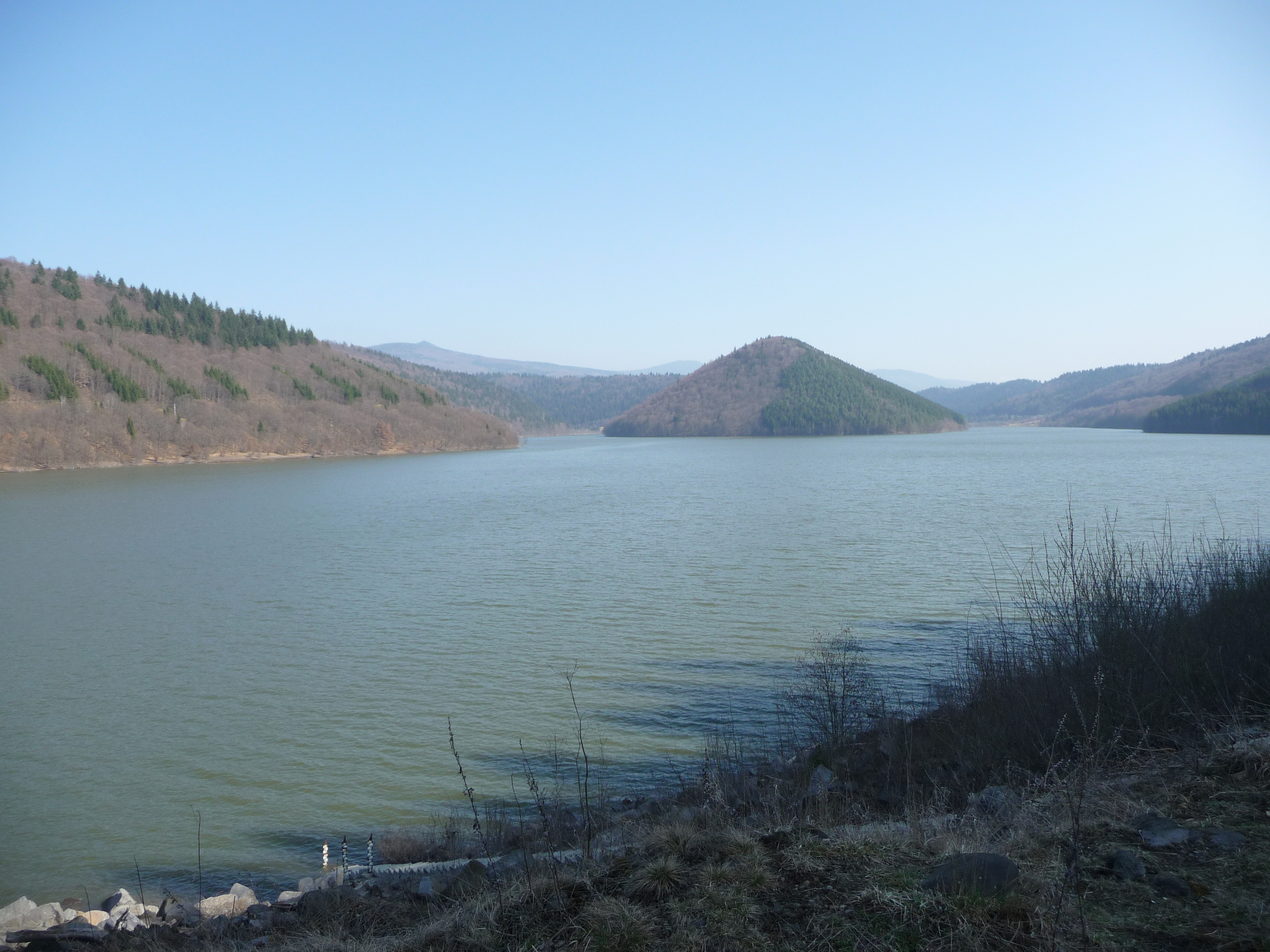
Blick auf den Stausee Zetea

Die Gemeinde Zetea liegt im Osten Nordsiebenbürgens in den Südwestausläufern des Harghita-Gebirges – ein Teilgebirge der Ostkarpaten – in der historischen Region Szeklerland. In der Südhälfte des Kreises Harghita am Oberlauf der Târnava Mare (Große Kokel) und der Kreisstraße (drum județean) DJ 138 liegt der Ort Zetea elf Kilometer nördlich der Stadt Odorheiu Secuiesc (Oderhellen) und etwa 53 Kilometer westlich von der Kreishauptstadt Miercurea Ciuc (Szeklerburg) entfernt.

## Geschichte
Der mehrheitlich von Szeklern bewohnte Ort Zetea wurde erstmals 1333 urkundlich erwähnt. Laut dem Verzeichnis historischer Denkmäler des Ministeriums für Kultur und nationales Erbe (Ministerul Culturii și Patrimoniului Național) wird auf dem Areal des eingemeindeten Dorfes Sub Cetate (ungarisch Zeteváralja), genannt Déság, eine Steinmauer, ein Erdwall und auch ein Schutzgraben der Latènezeit zugeordnet. Andere archäologische Funde sind auf dem Gebiet der Gemeinde Zetea nicht verzeichnet.
Zur Zeit des Königreichs Ungarn gehörte Zetea dem Stuhlbezirk Udvarhely in der Gespanschaft Udvarhely (rumänisch Comitatul Odorhei), anschließend dem historischen Kreis Odorhei und ab 1950 dem heutigen Kreis Harghita an.
In der Gemeinde Zetea werden mehrere kulturelle und sportliche Aktivitäten gepflegt. Auch für die Integration der Romakinder werden seitens der Gemeinde unterschiedliche Aktivitäten angeboten.

## Bevölkerung
Die Bevölkerung der Gemeinde Zetea entwickelte sich wie folgt:
| Volkszählung | Volkszählung | Ethnische Zusammensetzung | Ethnische Zusammensetzung | Ethnische Zusammensetzung | Ethnische Zusammensetzung |
| Jahr         | Bevölkerung  | Rumänen                   | Ungarn                    | Deutsche                  | andere                    |
| ------------ | ------------ | ------------------------- | ------------------------- | ------------------------- | ------------------------- |
| 1850         | 2.333        | -                         | 2.300                     | -                         | 33                        |
| 1930         | 4.714        | 15                        | 4.580                     | 4                         | 115                       |
| 1977         | 6.138        | 37                        | 6.097                     | -                         | 4                         |
| 2002         | 5.753        | 32                        | 5.721                     | -                         | -                         |
| 2011         | 5.643        | 23                        | 5.458                     | -                         | 162                       |
| 2021         | 5.729        | 25                        | 5.463                     | 2                         | 239 (4 Roma)              |

Seit 1850 wurde auf dem Gebiet von Zetea die höchste Einwohnerzahl und die der Magyaren 1977 ermittelt. Die höchste Anzahl der Rumänen (50) wurde 1992, die der Roma (94) und die der Rumäniendeutschen 1930 registriert.

## Sehenswürdigkeiten
- Im Gemeindezentrum das Wohnhaus und das Holztor des Anwesens Csiki Zsigmond‐ne 1850 errichtet und das Holztor des Anwesens in der str. Principală Nr. 169 im 19. Jahrhundert errichtet, stehen unter Denkmalschutz.[4]
- Im eingemeindeten Dorf Sub Cetate steht eine Wassermühle, 1854 errichtet, unter Denkmalschutz.[4]
- Die katholische Kirche in Zetea wurde zwischen 1912 und 1914 errichtet und ist eine der größten Kirchen in der Region.[7] Von der mittelalterlichen Kirche, an deren Stelle diese errichtet wurde, stammt der barocke Altar und das runde Fenster mit einem Durchmesser von 71 cm.
- Der Stausee Sub Cetate mit dem Staudamm Zetea befindet sich auf dem Gebiet der eingemeindeten Dorfes Sub Cetate. Der Staudamm wurde von 1977 bis 1993 errichtet. Der Stausee wird von der Târnava Mare und dem Bach Șicasău gespeist, hat eine Fläche von etwa 140 Hektar und ist 20 bis 30 Meter tief.[5]
- Die Gemeinde Zetea ist auch Ausgangspunkt zum Gipfel Mădăraș (1801 m) im Harghita-Gebirge.[5]

## Persönlichkeiten
- Ferenc Máthé (1894–1970) war ein ungarischer Kirchenschreiber und Herausgeber.[8]
- Fortunát Boros (1895–1953) war ein ungarischer Schriftsteller, Franziskaner (OFM) und politischer Gefangener.[9]

## Städtepartnerschaft
Die Gemeinde Zetea pflegt Partnerschaften mit dreizehn Ortschaften. Elf davon sind die ungarischen Orte Balatonfenyves, Balatonföldvár, Bozsok, Darnózseli, Derekegyház, Gyöngyöspata, Kismaros, Kismányok, Nagymányok, Tiszanána und Sárbogárd, und der französische Ort Aigueblanche und der slowakische Ort Tvrdošovce.